# Resinicium luteum
Resinicium luteum är en svampart som beskrevs av Jülich 1978. Resinicium luteum ingår i släktet Resinicium, klassen Agaricomycetes, divisionen basidiesvampar och riket svampar.   Inga underarter finns listade i Catalogue of Life.